# Johannes Jacobus Smith
Johannes Jacobus Smith, född 29 juli 1867 i Antwerpen, död 14 januari 1947 i Oegstgeest, var en nederländsk botaniker.

## Biografi
Smith reste 1905–1924 mellan öarna i Nederländska Ostindien, främst Java, och samlade växtprover samt beskrev och katalogiserade öarnas flora. 
Beskrivningen av blommor på västra Nya Guinea, på den tiden nederländskt territorium, bygger till stor del på Smiths arbete. Han var näst Rudolf Schlechter den mest produktive auktorn för orkidéer på Nya Guinea och har dessutom beskrivit ett stort antal växter från andra familjer familjer som ljungväxter och törelväxter.
Auktorsnamnet J.J.Sm. kan användas för Johannes Jacobus Smith i samband med ett vetenskapligt namn inom botaniken; se Wikipediaartiklar som länkar till auktorsnamnet.